# カードのシャッフル
カードのシャッフルとは、トランプなどのカードの順番をかき混ぜる操作のことである。そこから派生し、算数の文章題の題材として取り上げられることがある。本項目ではそのような、題材としてのシャッフルについて取り扱う。

## 入学試験の問題としてのシャッフル
例題の一つは、外部リンク先を参照されたい。
本質的には対称群（置換群）の内容である。対称群の問題としては、ほかに図形の置換、あみだくじなど、数字の置換を題材としたものも出題されている。カードのシャッフルを題材とした問題ではカードの枚数によって、その置換がどのような巡回置換の積になっているかということを問われる。巡回置換という用語は使われない。
このような形式の文章題は1982年に麻布中で出題されたが、そのときは他校へは波及しなかった。しかし2002年東京大学で出題されたのを受け、2004年から2006年にかけて散発的に出題された（2006年現在）。
中学入試では、学習指導要領によって指導内容が制限され、知識が少なくても強い思考力を要求される問題の作成が流行している。「操作の連結」という範疇に入る問題の一つ。